# Gerard Sandifort
Gerard Sandifort (Leiden, 31 januari 1779 - aldaar, 11 mei 1848) was een Nederlandse anatoom. Zijn vader was Eduard Sandifort, hoogleraar in de klinische geneeskunde en de anatomie. Op dertienjarige leeftijd hielp hij zijn vader al bij het vervaardigen van anatomische preparaten. Hierbij ontwikkelde hij zich tot een kundig preparateur en anatomisch tekenaar. In 1793 begon hij met de studie geneeskunde aan de universiteit van Leiden, waar hij een van de leerlingen was van Sebald Justinus Brugmans.
Hij werd op zijn achttiende lid van het kunstenaarsgenootschap de Tweede Rang (beoefende teken-, schilder- en graveerkunst) van de Maatschappij der Beschouwende en Werkdaadige Wis-, Bouw-, Natuur- en Teekenkunde. Na twee jaar stapte hij over naar het schilder- en tekengenootschap Ars Aemula Naturae, dat heden ten dage nog steeds bestaat. Hier was hij gedurende vijf decennia lang actief als bestuurslid en als leraar in de ontleedkunde voor beeldend kunstenaars. Hij stelde een cursus samen onder de titel Ontleedkunde voor Beeldende Kunstenaars (1815) waarin hij zijn kennis en theorieën over de anatomie en de kunst combineert. Deze cursus werd na zijn dood in 1848 in manuscriptvorm bewaard.
Op 31 januari 1801, toen hij 22 jaar werd, kreeg hij een eredoctoraat in de geneeskunde. Op 2 februari 1801 werd hij aangesteld als buitengewoon hoogleraar in de ontleedkunde aan de universiteit van Leiden. In 1812 werd hij vervolgens benoemd tot gewoon hoogleraar in de ontleedkunde, geneeskunde en heelkunde. Tot aan zijn dood in 1848 bleef hij hoogleraar. Hij zette het werk van zijn vader voort, die was begonnen aan het beschrijven van de collectie anatomische preparaten van het Leidse universitaire ziekenhuis. Dit werd een catalogus in vier delen, die tussen 1793 en 1835 onder de titel Museum Anatomicum Lugduni Batavae verscheen.
Na het onverwachte overlijden van Sebald Justinus Brugmans op 22 juli 1819 werd Gerard Sandifort aangesteld als interim-directeur van de Hortus botanicus Leiden, waarbij hij ook colleges botanie doceerde. Deze functie bleef hij ruim 3,5 jaar uitvoeren totdat op 9 mei 1823, de uit Nederlands-Indië gearriveerde Caspar Georg Carl Reinwardt zijn functie overnam. Tot de verdiensten van Sandifort voor de hortus behoorde onder andere het publiceren van Elenchus plantarum quae in horto Lugduno-Batavo coluntur, een catalogus waarin hij de 5081 planten beschrijft die in zijn periode in de hortus groeiden.
In 1819 werd Sandifort geïnstalleerd als lid van het Koninklijk Instituut van Wetenschappen, Letterkunde en Schoone Kunsten.